# Isla Bastimentos
Isla Bastimentos (celým názvem španělsky Parque nacional marino Isla Bastimentos - Mořský národní park ostrov Bastimentos) je jedním z 15 panamských národních parků, který byl založen v roce 1988. Nachází se na severozápadě státu v provincii Bocas del Toro a je tvořen několika ostrovy stejnojmenného souostroví Bocas del Toro. Jedná se především o mořské chráněné území - z celkové rozlohy 13 226 ha připadá 11 596 na vodní plochu.

## Přírodní podmínky
V národním parku panuje tropické klima, průměrný roční srážkový úhrn dosahuje až 3 000 mm, teploty se pohybují okolo 26 °C. Na pevnině ostrovů roste tropický deštný prales, v pobřežních oblastech se nacházejí porosty mangrovů. Bylo zde napočítáno na 300 různých rostlinných druhů. Vyskytuje se zde 67 ptačích druhů, 32 druhů savců, (z toho 13 netopýrů).
Vysoká biodiverzita panuje i pod mořskou hladinou, kde se nacházejí korálové útesy či louky mořské trávy. Žije zde mnoho ryb, želv, ale např. i krokodýlů.